# NGC 5081
NGC 5081 este o galaxie spirală situată în constelația Părul Berenicei. A fost descoperită în 19 aprilie 1865 de către Heinrich Louis d'Arrest. Se află la o distanță de 113,24 megaparseci de Pământ.